# Danh sách đĩa nhạc của SF9
Các danh sách đĩa nhạc của nhám nhạc nam Hàn Quốc SF9 bao gồm một album phòng thu, bốn EP, ba single album và năm đĩa đơn.

## Album phòng thu
| Title                    | Album details | Peak chart positions | Sales         |          |
| Title                    | Album details | JPN                  | Sales         |          |
| Japanese                 | Japanese | Japanese             | Japanese      | Japanese |
| ------------------------ | --- | -------------------- | ------------- | -------- |
| Sensational Feeling Nine | - Released: ngày 13 tháng 12 năm 2017 - Label: Warner Music Japan - Formats: CD, digital download Track listing 1. 僕の太陽 ～O Sole Mio～ 2. Fanfare -Japanese ver.- 3. ROAR -Japanese ver.- 4. Together -Japanese ver.- 5. Hide and Seek -Japanese ver.- 6. Easy Love -Japanese ver.- 7. Just On My Way -Japanese ver.- 8. Watch Out -Japanese ver.- 9. Empty (空白) 10. Still My Lady -Japanese ver.- | 7                    | - JPN: 22,914 |          |

## EPs
| Tiêu đề                                                                         | Chi tiết | Vị trí cao nhất | Vị trí cao nhất | Vị trí cao nhất | Vị trí cao nhất | Doanh số                     |
| Tiêu đề                                                                         | Chi tiết | KOR             | JPN             | TW              | US World        | Doanh số                     |
| ------------------------------------------------------------------------------- | --- | --------------- | --------------- | --------------- | --------------- | ---------------------------- |
| Burning Sensation                                                               | - Released: ngày 6 tháng 2 năm 2017 - Labels: FNC Entertainment, LOEN Entertainment - Formats: CD, digital download   | 3               | 92              | 6               | 6               | - KOR: 34,083+ - JPN: 788+   |
| Breaking Sensation                                                              | - Released: ngày 18 tháng 4 năm 2017 - Labels: FNC Entertainment, LOEN Entertainment - Formats: CD, digital download  | 5               | 106             | 5               | 5               | - KOR: 27,803+ - JPN: 853+   |
| Knights of the Sun                                                              | - Released: ngày 12 tháng 10 năm 2017 - Labels: FNC Entertainment, LOEN Entertainment - Formats: CD, digital download | 4               | —               | 14              | 7               | - KOR: 32,864+ - JPN: 933+   |
| Mamma Mia!                                                                      | - Released: ngày 26 tháng 2 năm 2018 - Labels: FNC Entertainment, LOEN Entertainment - Formats: CD, digital download  | 3               | —               | 9               | 10              | - KOR: 44,850+ - JPN: 2,190+ |
| "—" nghĩa là không được xếp hạng hoặc không được phát hành ở vùng lãnh thổ đó.. | |                 |                 |                 |                 |                              |

## Single albums
Fanfare -Japanese ver.–
ROAR -Japanese ver.–
K.O. -Japanese ver.–
Easy Love -Japanese ver.–
Still My Lady -Japanese ver.–
Jungle Game -Japanese ver.–
Mamma Mia! -Japanese ver.–
Never Say Goodbye -Japanese ver.–
Be My Baby -Japanese ver.–
| Title                                                                             | Album details | Peak chart positions | Peak chart positions | Peak chart positions | Peak chart positions | Sales          |
| Title                                                                             | Album details | KOR                  | JPN                  | JPN Hot              | TW                   | Sales          |
| Korean                                                                            | Korean | Korean               | Korean               | Korean               | Korean               | Korean         |
| --------------------------------------------------------------------------------- | --- | -------------------- | -------------------- | -------------------- | -------------------- | -------------- |
| Feeling Sensation                                                                 | - Released: ngày 5 tháng 10 năm 2016 - Labels: FNC Entertainment, LOEN Entertainment - Formats: CD, digital download                                                                                         | 6                    | —                    | —                    | 12                   | - KOR: 32,322+ |
| Japanese                                                                          | |                      |                      |                      |                      |                |
| Fanfare                                                                           | - Released: ngày 7 tháng 6 năm 2017 - Label: Warner Music Japan - Formats: CD, digital download Track list 1. Fanfare -Japanese ver.– 2. ROAR -Japanese ver.– 3. K.O. -Japanese ver.–                        | —                    | 6                    | 14                   | —                    | - JPN: 23,589  |
| Easy Love                                                                         | - Released: ngày 2 tháng 8 năm 2017 - Label: Warner Music Japan - Formats: CD, digital download Track list 1. Easy Love -Japanese ver.– 2. Still My Lady -Japanese ver.– 3. Jungle Game -Japanese ver.–      | —                    | 5                    | 12                   | —                    | - JPN: 25,023  |
| Mamma Mia!                                                                        | - Released: ngày 23 tháng 5 năm 2018 - Label: Warner Music Japan - Formats: CD, digital download Track list 1. Mamma Mia! -Japanese ver.– 2. Never Say Goodbye -Japanese ver.– 3. Be My Baby -Japanese ver.– | —                    | 4                    | 7                    | —                    | - JPN: 50,444+ |
| "—" denotes a recording that did not chart or was not released in that territory. | |                      |                      |                      |                      |                |

## Đĩa đơn
| Tiêu đề                                                                        | Năm  | Vị trí cao nhất | Vị trí cao nhất | Doanh số | Album              |
| Tiêu đề                                                                        | Năm  | KOR             | KOR Hot         | Doanh số | Album              |
| ------------------------------------------------------------------------------ | ---- | --------------- | --------------- | -------- | ------------------ |
| "Fanfare" (팡파레)                                                             | 2016 | —               | —               | —        | Feeling Sensation  |
| "So Beautiful" (너와 함께라면)                                                 | 2016 | —               | —               | —        | Non-album single   |
| "Roar" (부르릉)                                                                | 2017 | —               | —               | —        | Burning Sensation  |
| "Easy Love" (쉅다)                                                             | 2017 | —               | 93              | —        | Breaking Sensation |
| "O Sole Mio" (오솔레미오)                                                      | 2017 | —               | —               | —        | Knights Of The Sun |
| "Mamma Mia"                                                                    | 2018 | —               | —               | —        | Mamma Mia!         |
| "—" nghĩa là không được xếp hạng hoặc không được phát hành ở vùng lãnh thổ đó. |      |                 |                 |          |                    |

## MVs
| Năm  | Tựa đề         | Đạo diễn   |
| ---- | -------------- | ---------- |
| 2016 | "Fanfare"      | Không biết |
| 2016 | "So Beautiful" | Không biết |
| 2017 | "Roar"         | Không biết |
| 2017 | "Easy Love"    | Không biết |
| 2017 | "O Sole Mio"   | Không biết |
| 2018 | "Mamma Mia"    | Không biết |